# Live in Ukraine
«Live in Ukraine» — концертний та відео альбоми, а також останній реліз британської рок-колаборації «Queen + Пол Роджерс». Він був записаний у вересні 2008 року під час «Rock the Cosmos Tour» на Майдані Свободи в Харкові, Україна. Альбом вийшов 15 червня 2009 року разом із відеозаписом концерту.

## Історія

### Концерт
За декілька місяців перед початком туру «Rock the Cosmos Tour» до гурту звернувся фонд Олени Франчук «АнтиСНІД» із проханням виступити в Україні. Концерт мав на меті донести до молоді країни інформацію про небезпеку розповсюдження СНІДу та способи вберегтися від нього.
Концерт пройшов 12 вересня 2008 року на Майдані Свободи в Харкові. Його відвідало близько 350 000 глядачів, а більше 10 мільйонів дивилися концерт у прямому ефірі на телеканалі «Новий канал».

### Аудіо та відео альбоми
Запис концерту був створений компанію NCM Fathom і Hollywood Records. Його показали в кінотеатрах США 6 листопада 2008 року.
Подвійний альбом офіційно випустили 15 червня 2009 року.
У березні 2022 року запис концерту був оприлюднений на YouTube, кошти з переглядів передали Управлінню Верховного комісара ООН у справах біженців як гуманітарну допомогу постраждалим від повномасштабного російського вторгнення.

## Список композицій
До альбому входили такі композиції:
| Диск 1 | Диск 1                             | Диск 1        | Диск 1     |
| #      | Назва                              | Виконання     | Тривалість |
| ------ | ---------------------------------- | ------------- | ---------- |
| 1.     | «One Vision»                       | Пол Роджерс   | 4:03       |
| 2.     | «Tie Your Mother Down»             | Роджерс       | 2:29       |
| 3.     | «The Show Must Go On»              | Роджерс       | 4:37       |
| 4.     | «Fat Bottomed Girls»               | Роджерс       | 5:00       |
| 5.     | «Another One Bites the Dust»       | Роджерс       | 3:35       |
| 6.     | «Hammer to Fall»                   | Роджерс       | 3:42       |
| 7.     | «I Want It All»                    | Роджерс       | 4:10       |
| 8.     | «I Want to Break Free»             | Роджерс       | 3:55       |
| 9.     | «Seagull» (переспів «Bad Company») | Роджерс       | 4:50       |
| 10.    | «Love of My Life»                  | Браян Мей     | 5:45       |
| 11.    | «'39»                              | Мей, Тейлор   | 4:37       |
| 12.    | «Drum Solo»                        |               | 5:00       |
| 13.    | «I'm in Love with My Car»          | Роджер Тейлор | 3:21       |
| 14.    | «Say It's Not True»                | Роджерс       | 4:52       |

| Диск 2 | Диск 2                                   | Диск 2                    | Диск 2     |
| #      | Назва                                    | Виконання                 | Тривалість |
| ------ | ---------------------------------------- | ------------------------- | ---------- |
| 15.    | «Shooting Star» (переспів «Bad Company») | Роджерс                   | 6:21       |
| 16.    | «Bad Company» (переспів «Bad Company»)   | Роджерс                   | 5:36       |
| 17.    | «Guitar Solo»                            |                           | 3:16       |
| 18.    | «Bijou»                                  | Фредді Мерк'юрі (запис)   | 2:49       |
| 19.    | «Last Horizon»                           | Роджерс                   | 4:32       |
| 20.    | «Crazy Little Thing Called Love»         | Роджерс                   | 4:04       |
| 21.    | «C-lebrity»                              | Роджерс                   | 3:52       |
| 22.    | «Feel Like Makin' Love»                  | Роджерс                   | 6:45       |
| 23.    | «Bohemian Rhapsody»                      | Роджерс, Мерк'юрі (запис) | 5:53       |
| 24.    | «Cosmos Rockin'»                         | Роджерс                   | 4:28       |
| 25.    | «All Right Now» (переспів «Free»)        | Роджерс                   | 5:31       |
| 26.    | «We Will Rock You»                       | Роджерс                   | 2:19       |
| 27.    | «We Are the Champions»                   | Роджерс                   | 2:59       |
| 28.    | «God Save the Queen» (у аранжуванні Мея) |                           | 2:05       |

| Бонусні онлайн треки | Бонусні онлайн треки | Бонусні онлайн треки | Бонусні онлайн треки |
| #                    | Назва                | Виконання            | Тривалість           |
| -------------------- | -------------------- | -------------------- | -------------------- |
| 1.                   | «A Kind of Magic»    | Роджерс              | 5:43                 |
| 2.                   | «Radio Ga Ga»        | Роджерс              | 6:15                 |

## Учасники запису
У концерті взяли участь:
| - Пол Роджерс — спів, акустична гітара; - Браян Мей — електрогітара, акустична гітара, спів, бек-вокал; - Роджер Тейлор — барабани, спів, бек-вокал. - Джеймі Мозес — електрогітара, акустична гітара, бек-вокал; - Денні Міранда — бас-гітара, бек-вокал; - Спайк Едні — клавішні, бек-вокал. | - Олена Франчук — виконавчий продюсер; - Джим Біч — виконавчий продюсер; - Девід Маллет — режисер; - Джош Макрей — продюсер; - Джастін Шерлі-Сміт — продюсер; - Кріс Фредріксон — продюсер; - Тім Янг — зведення. |

## Позиції в чартах
| Chart (2009)                    | Peak position |
| ------------------------------- | ------------- |
| США Billboard 200               | 111           |
| США Top Rock Albums (Billboard) | 44            |